# Elizovskij rajon
Lo Elizovskij rajon è un rajon (distretto) del Kraj di Kamčatka, nella Russia estremo orientale.
Il capoluogo è la cittadina di Elizovo; altri centri abitati di qualche rilevanza sono:
- Pionerskij
- Korjaki
- Razdol'nyj
- Termal'nyj
- Nikolaevka

- Paratunka
- Nagornyj
- Novyj
- Lesnoj
- Sokoč